# Gare de Castelsarrasin
La gare de Castelsarrasin est une gare ferroviaire française de la ligne de Bordeaux-Saint-Jean à Sète-Ville. Elle est située avenue Jean-Moulin, dans le centre-ville de Castelsarrasin, sous-préfecture du département de Tarn-et-Garonne en région Occitanie.
Elle est mise en service en 1856 par la Compagnie des chemins de fer du Midi et du Canal latéral à la Garonne (Midi) et devient une gare de bifurcation en 1904 lors de l'ouverture de la ligne de Castelsarrasin à Beaumont-de-Lomagne.
C'est une gare de la Société nationale des chemins de fer français (SNCF), desservie par des trains du réseau TER Occitanie. Elle est ouverte au service Fret SNCF.

## Situation ferroviaire
Établie à 85 mètres d'altitude, la gare de bifurcation de Castelsarrasin est située au point kilométrique (PK) 187,197 de la ligne de Bordeaux-Saint-Jean à Sète-Ville, entre les gares de Moissac et de La Ville-Dieu. 
Elle est également l'origine de la ligne de Castelsarrasin à Beaumont-de-Lomagne utilisée uniquement par un trafic de marchandises jusqu'à son terminus de la gare de Beaumont-de-Lomagne.

## Histoire
La station de Castelsarrasin est mise en service le 30 août 1856 par la Compagnie des chemins de fer du Midi et du Canal latéral à la Garonne (Midi), lorsqu'elle ouvre à l'exploitation la section de Valence-d'Agen à Toulouse de sa « ligne de Bordeaux à Cette » dont elle constitue la 36e station, à 197 km de Bordeaux, 290 de Cette et 9 de Moissac
Castelsarrasin devient une gare de bifurcation le 9 octobre 1904, lors de l'ouverture de l'exploitation de la ligne de Castelsarrasin à Beaumont par la Compagnie du Midi.
Le bâtiment voyageurs, présent depuis 1856, porte les traces d'un agrandissement (écart entre deux groupes de fenêtres) qui pourrait résulter de la création de la ligne menant à Beaumont-de-Lomagne.
La gare est déclassée au début des années 2000 de son statut de gare grande ligne. En 2014, c'est une gare voyageurs d'intérêt local (catégorie C : moins de 100 000 voyageurs par an de 2010 à 2011), qui dispose de deux quais, un souterrain et deux abris.

## Fréquentation
En 2014, selon les estimations de la SNCF, la fréquentation annuelle de la gare était de 77 321 voyageurs.
| Année                      | 2015   | 2016   | 2017   | 2018   | 2019   | 2020   | 2021   | 2022    | 2023    |
| -------------------------- | ------ | ------ | ------ | ------ | ------ | ------ | ------ | ------- | ------- |
| Voyageurs seuls            | 86 276 | 84 572 | 82 548 | 68 087 | 76 508 | 61 749 | 90 966 | 114 255 | 123 213 |
| Voyageurs et non voyageurs | 86 276 | 84 572 | 82 548 | 68 087 | 76 508 | 61 749 | 90 966 | 114 255 | 123 213 |

## Service des voyageurs

### Accueil
Gare SNCF, elle dispose d'un bâtiment voyageurs, doté d'espaces d'attente et d'un guichet, ouvert tous les jours. À l'extérieur de la gare, des automates permettent d'acheter des titres de transport TER lors des heures de fermeture du guichet. 
Le quai attenant au bâtiment voyageur est destiné au fret (voie 6). Par conséquent, les voies 1 et 2 destinées aux voyageurs se situent de part et d'autre d'un quai central dont l'accès se fait par un passage souterrain.

### Desserte
Castelsarrasin est une gare régionale desservie par des trains TER Occitanie de la relation Toulouse - Agen - Bordeaux (ligne 18).

### Intermodalité
Un parc pour les vélos, un parking pour les véhicules, des emplacements de parking pour les taxis, et un arrêt de bus sont aménagés aux abords de la gare. Elle est desservie par des bus urbain (la tulipe) du circuit 2 et par des autocars TER de la liaison aller-retour quotidienne Agen - Castelsarrasin.
Une passerelle surplombant le Canal du Midi et faisant face à la gare permet aux piétons de rejoindre rapidement l'hyper centre-ville. 

## Service des marchandises
L'espace fret de la gare est assez important. En effet, quatre voies en tout sont destinées au fret, dont la voie 6 qui est le point d'origine de la Ligne de Castelsarrasin à Beaumont-de-Lomagne. Des buttoirs se situent de part et d'autre du batiment voyageur.
Castelsarrasin gère trois installations terminales embranchées (ITE).

## Projets
Avec l'arrivée de la LGV Bordeaux - Toulouse, délestant la ligne classique de ses TGV, la gare de Castelsarrasin devrait voir sa desserte par les TER multipliée par quatre.